# منتخب البحرين لكرة الصالات للسيدات
منتخب البحرين لكرة الصالات للسيدات (بالإنجليزية Bahrain women's national futsal team)- يمثل منتخب البحرين لكرة الصالات للسيدات البحرين في مسابقات كرة الصالات النسائية الدولية، ويتم إدارته من قبل اتحاد البحرين لكرة القدم.

## النتائج والمباريات
مفاتيح
  فوز

  تعادل

  هزيمة

### 2012
| 22 مارس 2012 ودية | البحرين | 2–3    | أوزبكستان | مدينة عيسى، البحرين |
|                   |         | Report |           |                     |

| 24 مارس 2012 Friendly | البحرين | 2–5    | أوزبكستان | مدينة عيسى، البحرين |
|                       |         | Report |           |                     |

| 26 مارس 2012 ودية | البحرين | 4–6    | أوزبكستان | مدينة عيسى، البحرين |
|                   |         | Report |           |                     |

| 3 أبريل 2012 بطولة اتحاد غرب آسيا لكرة الصالات للسيدات 2012، المجموعة أ | البحرين                                                                  | 8–2    | العراق                 | المنامة، البحرين             |
| 18:15                                                                   | - توبيلا 4' - عبد الرحمن 6'، 8'، 23'، 38' - الهاشمي 14'، 16' - يعقوب 37' | Report | - سرحان 21' - رشيد 35' | الملعب: مدينة خليفة الرياضية |

| 7 أبريل 2012 بطولة اتحاد غرب آسيا لكرة الصالات للسيدات 2012، المجموعة أ | إيران                                                     | 6–0    | البحرين | المنامة، البحرين             |
| 18:15                                                                   | - كريم 18' - إتداد 21' - زارعي 26'، 32'، 34' - أردلان 37' | Report |         | الملعب: مدينة خليفة الرياضية |

| 10 أبريل 2012 [[بطولة اتحاد غرب آسيا لكرة الصالات للسيدات 2012 SF \|]] | الأردن                              | 4–1    | البحرين           | المنامة، البحرين             |
| 19:00                                                                  | - Jbarah 9'، 29'، 32' - Jebreen 33' | Report | - Abdelrahman 32' | الملعب: مدينة خليفة الرياضية |

| 12 أبريل 2012 مباراة المركز الثالث في بطولة اتحاد غرب آسيا لكرة الصالات للسيدات 2012 | لبنان                                                      | 5–8    | البحرين                                                       | المنامة، البحرين             |
| 16:00                                                                                | - Hamadeh 5'، 18' - El Jaafil 31' - Dbouk 39' - Haidar 40' | Report | - Abdelrahman 2'، 8'، 14'، 23'، 33'، 38' - Al Hashmi 26'، 34' | الملعب: مدينة خليفة الرياضية |

### 2018
| 3 مايو 2018 بطولة آسيا لكرة الصالات للسيدات 2018 المجموعة ج | الصين                                                   | 5–2    | البحرين                 | بانكوك، تايلاند                                                    |
| 15:30                                                       | - Li J. 3' - Tian 11' - Zhan 14' - Li Y. 16' - Shen 18' | Report | - AlIsa 1' - Yaqoob 19' | الملعب: بانكوك أرينا الحضور: 50 الحكم: Maryam Poor Jafarian (Iran) |

| 5 مايو 2018 بطولة آسيا لكرة الصالات للسيدات 2018 المجموعة ج | البحرين | 0–13   | اليابان | بانكوك، تايلاند                                              |
| 18:00                                                       |         | Report | - Wakabayashi 7'، 17'، 34' - Amishiro 10'، 28'، 37' - Egawa 18'، 36' - Riho 20' - Fujita 29' - Eguchi 35' (ركل.) - Chida 38'، 39' | الملعب: نانكوك أرينا الحضور: 95 الحكم: Chiara Perona (Italy) |

| 7 مايو 2018 بطولة آسيا لكرة الصالات للسيدات 2018 المجموعة ج | البحرين                       | 2–3    | لبنان                               | بانكوك، تايلاند                                           |
| 15:30                                                       | - Mubarak 12' - AlKhattal 15' | Report | - Rachid 3'، 10' (ر.ج.) - Hosry 23' | الملعب: نانكوك أرينا الحضور: 102 الحكم: Fathi Zari (Iran) |

### 2019
| 6 April 2019 ودية | الكويت | 1–4 | البحرين                                                 | مدينة الكويت، الكويت |
|                   |        |     | - Al Mudhahki ?' - Al Ansari ?' - Ebrahim ?' - AlIsa ?' |                      |

| 27 أكتوبر2019 دورة الألعاب الخليجية للسيدات 2019 | البحرين                                                                                     | 11–2   | السعودية                     | الكويت |
|                                                  | - Ebrahim ?'، ?'، ?' - AlMudhahki ?'، ?'، ?'، ?' - Abdelrahman ?'، ?' - AlIsa ?' - Bader ?' | Report | - Ibrahim ?' - AlAbdullah ?' |        |

| 28 أكتوبر 2019 دورة الألعاب الخليجية للسيدات 2019 | البحرين                                                     | 7–1    | الإمارات العربية المتحدة | الكويت |
|                                                   | - AlIsa ?'، ?'، ?'، ?' - AlMudhahki ?' - Abdelrahman ?'، ?' | Report | - Ali ?'                 |        |

| 30 أكتوبر 2019 دورة الألعاب الخليجية للسيدات 2019 | الكويت | 0–4    | البحرين                                               | الكويت |
|                                                   |        | Report | - AlMudhahki 11:25'، 11:52' - AlIsa ?' - Alkhalifa ?' |        |

### 2022
| 2 مارس 2022 ودية | البحرين | 0–3 | المغرب | المنامة، البحرين |

| 3 مارس 2022 ودية | البحرين | 2–3 | المغرب | المنامة، البحرين |

| 23 أبريل2022 ودية | البحرين | 3–4 | فيتنام | المنامة، البحرين |

| 24 أبريل2022 ودية | البحرين | 2–3 | فيتنام | المنامة، البحرين |

| 27 أبريل2022 ودية | البحرين | 4–4 | فيتنام | المنامة، البحرين |

| 28 أبريل 2022 ودية | البحرين | 0–7 | فيتنام | المنامة، البحرين |

| 16 مايو 2022 دورة الألعاب الخليجية 2022 | السعودية     | 1–4    | البحرين                                              | صباح السالم، الكويت                                                                |
| 14:00                                   | - Tawfiq 15' | Report | - Yaqoob 15' - Sowar 17' - AlIsa 25' - AlKhattal 36' | الملعب: مجمع الشيخ سعد العبد الله الرياضي الحكم: Ali Hassan (United Arab Emirates) |

| 18 مايو 2022 دورة الألعاب الخليجية 2022 | الإمارات العربية المتحدة | 1–4    | البحرين                                                | صباح السالم، الكويت                                                  |
| 16:30                                   | - Rashid 37'             | Report | - AlMazrooei 13' (هـ.ذ.) - Sowar 16'، 18' - Yaqoob 24' | الملعب: مجمع الشيخ سعد العبد الله الرياضي الحكم: AlBuloushi (Kuwait) |

| 19 مايو 2022 دورة الألعاب الخليجية 2022 | الكويت        | 1–2    | البحرين                     | صباح السالم، الكويت                                                      |
| 19:30                                   | - AlMulla 19' | Report | - Sowar 23' - AlKhattal 29' | الملعب: مجمع الشيخ سعد العبد الله الرياضي الحكم: Faisal Abdullah (Qatar) |

| 21 مايو 2022 نصف نهائي دورة ألعاب مجلس التعاون الخليجي 2022 | البحرين                                             | 5–3    | الإمارات العربية المتحدة         | صباح السالم، الكويت                                                            |
| 17:00                                                       | - AlIsa 6'، 14'، 38' - Tobellah 14' - Alkhalifa 21' | Report | - AlAdwan 3' - AlMheiri 13'، 17' | الملعب: مجمع الشيخ سعد العبد الله الرياضي الحكم: Saad Al Haiean (Saudi Arabia) |

| 24 مايو 2022 نهائي دورة ألعاب مجلس التعاون الخليجي 2022 | الكويت         | 1–2    | البحرين                    | صباح السالم، الكويت                                                      |
| 18:00                                                   | - Mohammad 39' | Report | - Alkhalifa 5' - AlIsa 11' | الملعب: مجمع الشيخ سعد العبد الله الرياضي الحكم: Faisal Abdullah (Qatar) |

| 16 يونيو 2022 بطولة اتحاد غرب آسيا لكرة الصالات للسيدات 2022، المجموعة أ | البحرين                                                  | 6–0    | فلسطين | جدة، السعودية                         |
| 17:30                                                                    | - AlKhalifa 15'، 18' - AlIsa 19'، 29'، 36' - Ebrahim 28' | Report |        | الملعب: مدينة الملك عبد الله الرياضية |

| 18 يونيو 2022 بطولة اتحاد غرب آسيا لكرة الصالات للسيدات 2022، المجموعة أ | العراق | 0–1    | البحرين     | جدة، السعودية                         |
| 18:00                                                                    |        | Report | - AlAli 36' | الملعب: مدينة الملك عبد الله الرياضية |

| 22 يونيو 2022 بطولة اتحاد غرب آسيا لكرة الصالات للسيدات 2022 SF | البحرين | 0–1 (ب.و.إ.) | السعودية      | جدة، السعودية                         |
| 18:00                                                           |         | Report       | - Mobarak 44' | الملعب: مدينة الملك عبد الله الرياضية |

| 24 يونيو 2022 مباراة تحديد المركز الثالث في بطولة اتحاد غرب آسيا لكرة الصالات للسيدات 2022 | البحرين                       | 2–0    | الكويت | جدة، السعودية                         |
| 18:15                                                                                      | - AlKhalifa 26' - Ebrahim 30' | Report |        | الملعب: مدينة الملك عبد الله الرياضية |

### 2023
| 4 سبتمبر 2023 بطولة NSDF للسيدات 2023 | العاصمة لكرة الصالات | 1–2 | البحرين              | ناخون راتشاسيما، تايلاند |
| 17:30 ت ع م+7                         | - Robertson 20:26    |     | - Alisa 11:11, 27:28 |                          |

| 5 سبتمبر 2023 بطولة NSDF للسيدات 2023 | تايلاند                          | 2–0 | البحرين | ناخون راتشاسيما، تايلاند                                                     |
| 17:30 ت ع م+7                         | - Patitta 26:22 - Paerpoly 39:04 |     |         | الحكم: Gelareh Nazemi (Iran) Nurul Binti Jannah (Malaysia) Zari Fathi (Iran) |

| 7 سبتمبر 2023 بطولة NSDF للسيدات 2023 SF | اليابان                                                                                                 | 9–1 | البحرين       | ناخون راتشاسيما، تايلاند |
| 15:00 ت ع م+7                            | - Matsumoto 12:14, 13:33, 28:01 - Eguchi 13:53, 26:46 - Miyahara 18:47 - Egawa 22:19, 35:29 - Ito 27:21 |     | - Alisa 25:25 |                          |

| 9 سبتمبر 2023 بطولة NSDF للسيدات 2023 المركز الثالث | الصين             | 1–2 | البحرين               | ناخون راتشاسيما، تايلاند |
| 15:00 ت ع م+7                                       | - Tian Jiao 23:56 |     | - Sabkar 10:18, 15:16 |                          |

### 2024
| 23 أكتوبر 2024 ودية | المغرب                                  | 5–1 | البحرين | سلا، المغرب              |
| 20:00 ت ع م+1       | - Hady - Demraoui - Tadlaoui - Alkilani |     |         | الملعب: مجمع محمد السادس |

| 24 أكتوبر 2024 ودية | أوزبكستان                                          | 4–1 | البحرين    | سلا، المغرب |
| 17:00 ت ع م+1       | - Karachik 1'، 39' - Kudratova 15' - Shoyimova 16' |     | Al-Ali 28' |             |

| 26 أكتوبر 2024 ودية | المغرب | 6–1 | البحرين | سلا، المغرب |
| 20:00 ت ع م+1       |        |     |         |             |

| 27 أكتوبر 2024 ودية | البحرين | 3–8 | أوزبكستان | سلا، المغرب |
| --:-- ت ع م+1       |         |     |           |             |

### 2025
| 11 يناير 2025 تصفيات كأس آسيا لكرة الصالات للسيدات 2025 | البحرين          | 1–1    | لبنان       | نونثابوري، تايلاند                                  |
| 16:30                                                   | Al Khalifa 26:41 | Report | Wakim 12:38 | الملعب: Nonthaburi Stadium الحكم: Ali Ahmadi (Iran) |

| 13 يناير 2025 تصفيات كأس آسيا لكرة الصالات للسيدات 2025 | العراق                                                                                  | 5–9    | البحرين                                                                                                   | نونثابوري، تايلاند                                                         |
| 16:30                                                   | - Al-Ghazawi 11:39 - Al-Balahi 25:48 - Shareef 26:23 - Lami 33:33 - Sabkar 39:39 (o.g.) | Report | - Al Khalifa 02:07, 27:45 - Sowar 02:57, 14:49, 23:11 - Yaqoob 03:41, 14:18 - Sabkar 13:43 - Al-Isa 39:59 | الملعب: Nonthaburi Stadium، نونثابوري الحكم: Nikita Afingenov (Uzbekistan) |

| 17 يناير 2025 تصفيات كأس آسيا لكرة الصالات للسيدات 2025 | البحرين     | 1–3    | تايلاند                                       | نونثابوري، تايلاند                                      |
| 19:30                                                   | Sowar 02:26 | Report | - Meekham 03:50 - Lalida 05:49 - Arriya 37:25 | الملعب: Nonthaburi Stadium الحكم: Gelareh Nazemi (Iran) |

| 19 يناير 2025 تصفيات كأس آسيا لكرة الصالات للسيدات 2025 | فلسطين           | 1–3    | البحرين                              | نونثابوري، تايلاند                                |
| 16:30                                                   | - Al Rumhi 01:57 | Report | - Yaqoob 02:15 - Al-Isa 16:08, 39:59 | الملعب: ملعب نونثابوري الحكم: Kumi Hiruma (Japan) |

## طاقم التدريب

### الطاقم التدريبي الحالي
| دور            | اسم        |
| -------------- | ---------- |
| المدرب الرئيسي | لينو جوميز |

## اللاعبون

### الفريق الحالي
تم استدعاء اللاعبات التاليات للمشاركة في بطولة غرب آسيا لكرة الصالات للسيدات 2022 في الفترة من 16 إلى 22 يونيو 2022م.

| رقم. | المركز. | اسم اللاعب          | تاريخ الميلاد (العمر) | لعب | النادي        |  |
| ---- | ------- | ------------------- | --------------------- | --- | ------------- |  |
| 1    | حارس    | زهرة علي            |                       |     | البحرين       |  |
| 2    | حارس    | دلال صالح           |                       |     | البحرين       |  |
|      |         |                     |                       |     |               |  |
| 3    | FP      | روان العلي          |                       |     | يونايتد إيجلز |  |
| 4    | FP      | فاطمة النصف         |                       |     | البحرين       |  |
| 5    | FP      | العنود الخليفة      |                       |     | البحرين       |  |
| 6    | FP      | وصال الياسي         |                       |     | البحرين       |  |
| 7    | FP      | ياسمين فايز (كابتن) |                       |     | وسيط حر       |  |
| 8    | FP      | أميرة سوار          |                       |     | البحرين       |  |
| 9    | FP      | حصة العيسى          |                       |     | يونايتد إيجلز |  |
| 10   | FP      | إيمان الختال        |                       |     | البحرين       |  |
| 11   | FP      | روز فايز            |                       |     | البحرين       |  |
| 12   | FP      | ليليا سابكار        |                       |     | يونايتد إيجلز |  |
| 13   | FP      | منار إبراهيم        |                       |     | البحرين       |  |
| 14   | FP      | هاجر الأنصاري       |                       |     | الترجي        |  |

## سجل تنافسي

### كأس آسيا لكرة الصالات للسيدات
| سجل كأس آسيا لكرة الصالات للسيدات | سجل كأس آسيا لكرة الصالات للسيدات | سجل كأس آسيا لكرة الصالات للسيدات | سجل كأس آسيا لكرة الصالات للسيدات | سجل كأس آسيا لكرة الصالات للسيدات | سجل كأس آسيا لكرة الصالات للسيدات | سجل كأس آسيا لكرة الصالات للسيدات | سجل كأس آسيا لكرة الصالات للسيدات | سجل كأس آسيا لكرة الصالات للسيدات |
| المضيف / العام                    | النتيجة                           | لعب                               | فوز                               | تعادل*                            | هزيمة                             | أهداف له                          | أهداف عليه                        | فرق الأهداف                       |
| --------------------------------- | --------------------------------- | --------------------------------- | --------------------------------- | --------------------------------- | --------------------------------- | --------------------------------- | --------------------------------- | --------------------------------- |
| 2015                              | لم يشارك                          | لم يشارك                          | لم يشارك                          | لم يشارك                          | لم يشارك                          | لم يشارك                          | لم يشارك                          | لم يشارك                          |
| 2018                              | 13th                              | 3                                 | 0                                 | 0                                 | 3                                 | 4                                 | 21                                | -17                               |
| 2025                              | مؤهل                              | مؤهل                              | مؤهل                              | مؤهل                              | مؤهل                              | مؤهل                              | مؤهل                              | مؤهل                              |
| المجموع                           | 1/2                               | 3                                 | 0                                 | 0                                 | 3                                 | 4                                 | 21                                | -17                               |

*تتضمن القرعة مباريات خروج المغلوب التي يتم حسمها بركلات الترجيح.

### كرة الصالات في دورة الألعاب الآسيوية للصالات والفنون القتالية
| سجل كرة الصالات في دورة الألعاب الآسيوية للصالات والفنون القتالية | سجل كرة الصالات في دورة الألعاب الآسيوية للصالات والفنون القتالية | سجل كرة الصالات في دورة الألعاب الآسيوية للصالات والفنون القتالية | سجل كرة الصالات في دورة الألعاب الآسيوية للصالات والفنون القتالية | سجل كرة الصالات في دورة الألعاب الآسيوية للصالات والفنون القتالية | سجل كرة الصالات في دورة الألعاب الآسيوية للصالات والفنون القتالية | سجل كرة الصالات في دورة الألعاب الآسيوية للصالات والفنون القتالية | سجل كرة الصالات في دورة الألعاب الآسيوية للصالات والفنون القتالية | سجل كرة الصالات في دورة الألعاب الآسيوية للصالات والفنون القتالية |
| المضيف / العام                                                    | النتيجة                                                           | لعب                                                               | فوز                                                               | تعادل*                                                            | هزيمة                                                             | أهداف له                                                          | أهداف عليه                                                        | فرق الأهداف                                                       |
| ----------------------------------------------------------------- | ----------------------------------------------------------------- | ----------------------------------------------------------------- | ----------------------------------------------------------------- | ----------------------------------------------------------------- | ----------------------------------------------------------------- | ----------------------------------------------------------------- | ----------------------------------------------------------------- | ----------------------------------------------------------------- |
| 2005                                                              | 'لم يشارك                                                         | 'لم يشارك                                                         | 'لم يشارك                                                         | 'لم يشارك                                                         | 'لم يشارك                                                         | 'لم يشارك                                                         | 'لم يشارك                                                         | 'لم يشارك                                                         |
| 2007                                                              | 'لم يشارك                                                         | 'لم يشارك                                                         | 'لم يشارك                                                         | 'لم يشارك                                                         | 'لم يشارك                                                         | 'لم يشارك                                                         | 'لم يشارك                                                         | 'لم يشارك                                                         |
| 2009                                                              | 'لم يشارك                                                         | 'لم يشارك                                                         | 'لم يشارك                                                         | 'لم يشارك                                                         | 'لم يشارك                                                         | 'لم يشارك                                                         | 'لم يشارك                                                         | 'لم يشارك                                                         |
| 2013                                                              | 'لم يشارك                                                         | 'لم يشارك                                                         | 'لم يشارك                                                         | 'لم يشارك                                                         | 'لم يشارك                                                         | 'لم يشارك                                                         | 'لم يشارك                                                         | 'لم يشارك                                                         |
| 2017                                                              | 'لم يشارك                                                         | 'لم يشارك                                                         | 'لم يشارك                                                         | 'لم يشارك                                                         | 'لم يشارك                                                         | 'لم يشارك                                                         | 'لم يشارك                                                         | 'لم يشارك                                                         |
| Total                                                             | 0/5                                                               | —                                                                 | —                                                                 | —                                                                 | —                                                                 | —                                                                 | —                                                                 | —                                                                 |

*تتضمن القرعة مباريات خروج المغلوب التي يتم حسمها بركلات الترجيح .

### بطولة اتحاد غرب آسيا لكرة الصالات للسيدات
| سجل بطولة اتحاد غرب آسيا لكرة الصالات للسيدات | سجل بطولة اتحاد غرب آسيا لكرة الصالات للسيدات | سجل بطولة اتحاد غرب آسيا لكرة الصالات للسيدات | سجل بطولة اتحاد غرب آسيا لكرة الصالات للسيدات | سجل بطولة اتحاد غرب آسيا لكرة الصالات للسيدات | سجل بطولة اتحاد غرب آسيا لكرة الصالات للسيدات | سجل بطولة اتحاد غرب آسيا لكرة الصالات للسيدات | سجل بطولة اتحاد غرب آسيا لكرة الصالات للسيدات | سجل بطولة اتحاد غرب آسيا لكرة الصالات للسيدات |
| المضيف / العام                                | النتيجة                                       | لعب                                           | فوز                                           | تعادل*                                        | هزيمة                                         | أهداف له                                      | أهداف عليه                                    | فرق الأهداف                                   |
| --------------------------------------------- | --------------------------------------------- | --------------------------------------------- | --------------------------------------------- | --------------------------------------------- | --------------------------------------------- | --------------------------------------------- | --------------------------------------------- | --------------------------------------------- |
| 2008                                          | لم يشارك                                      | لم يشارك                                      | لم يشارك                                      | لم يشارك                                      | لم يشارك                                      | لم يشارك                                      | لم يشارك                                      | لم يشارك                                      |
| 2012                                          | 3rd                                           | 4                                             | 2                                             | 0                                             | 2                                             | 17                                            | 17                                            | 0                                             |
| 2022                                          | 3rd                                           | 4                                             | 3                                             | 0                                             | 1                                             | 9                                             | 1                                             | 8                                             |
| المجموع                                       | 2/3                                           | 8                                             | 5                                             | 0                                             | 3                                             | 26                                            | 18                                            | 8                                             |

*تتضمن القرعة مباريات خروج المغلوب التي يتم حسمها بركلات الترجيح .